# Citharognathus tongmianensis
Espèce
Citharognathus tongmianensis est une espèce d'araignées mygalomorphes de la famille des Theraphosidae.

## Distribution
Cette espèce est endémique du Guangxi en Chine,.

## Étymologie
Son nom d'espèce, composé de tongmian et du suffixe latin -ensis, « qui vit dans, qui habite », lui a été donné en référence au lieu de sa découverte, Tongmian.

## Publication originale
- Zhu, Li & Song, 2002 : « A new species of the genus Citharognathus from China (Araneae: Mygalomorphae: Theraphosidae) ». Journal of Hebei University, Natural Science Edition, vol. 22, no 4, p. 370-373.